# アルフレッド・ル・プティ
アルフレッド・ル・プティ（Alfred Le Petit、1841年6月8日 - 1909年11月15日）は、フランスの画家、風刺画家、写真家である。絵入りの風刺新聞「ラ・シャルジュ」(La Charge)を発行した。

## 略歴
セーヌ＝マリティーム県のオマール(Aumale)で生まれた。絵画や写真を学んだ後、ルーアンで風刺画家として働き始め、パリへ移り、アンドレ・ジルとともに、フランシス・ポロ（Francis Polo）が編集する週刊絵入新聞「L'Eclipse」に風刺画を描くようになった。1870年に週刊風刺新聞「ラ・シャルジュ」(La Charge)を創刊した。ヴィルメートル(Charles Virmaître)を編集人にしてナポレオン3世への批判をする新聞で何度か発禁処分を受けながら1890年まで発行が続けられた。
共和主義的な考えをもった新聞で、当時人気のあった「ル・グレロ」("Le Grelot")や「ル・シャリヴァリ」("Le Charivari")といった風刺新聞と競った。「 L'Étrille」、「 Le Pétard」、「 Le Sans-Culotte」といった雑誌も創刊した。風刺作家、オーギュスト・ルーセル(Auguste Roussel)の書籍"Gros-Jean et son curé"などの挿絵も描いた。「Caporal」や「Alfred Le Grand」の名前で作品を発表することもあった。
ブーランジェ将軍事件ではブーランジェ将軍を擁護する側にたち、1894年のドレフュス事件では、反ドレフュスの立場に立った。その後、画家として生活することを望んだが、成功せず、エッフェル塔で観光客の似顔絵を描いたり、キャバレーでバイオリンを弾きながら歌って収入を得る生活をして生涯を終えた。

## 作品

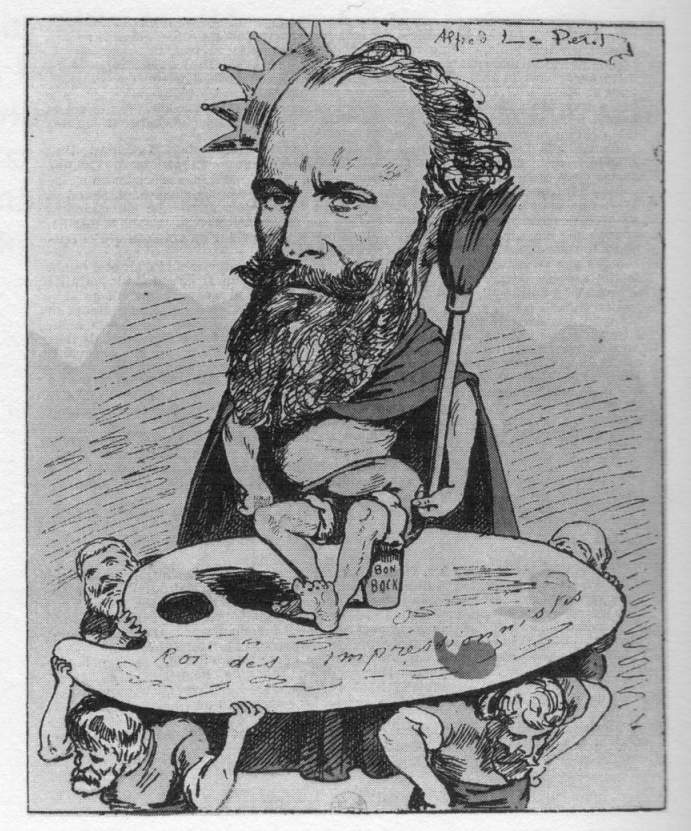
エドゥアール・マネ(1876)
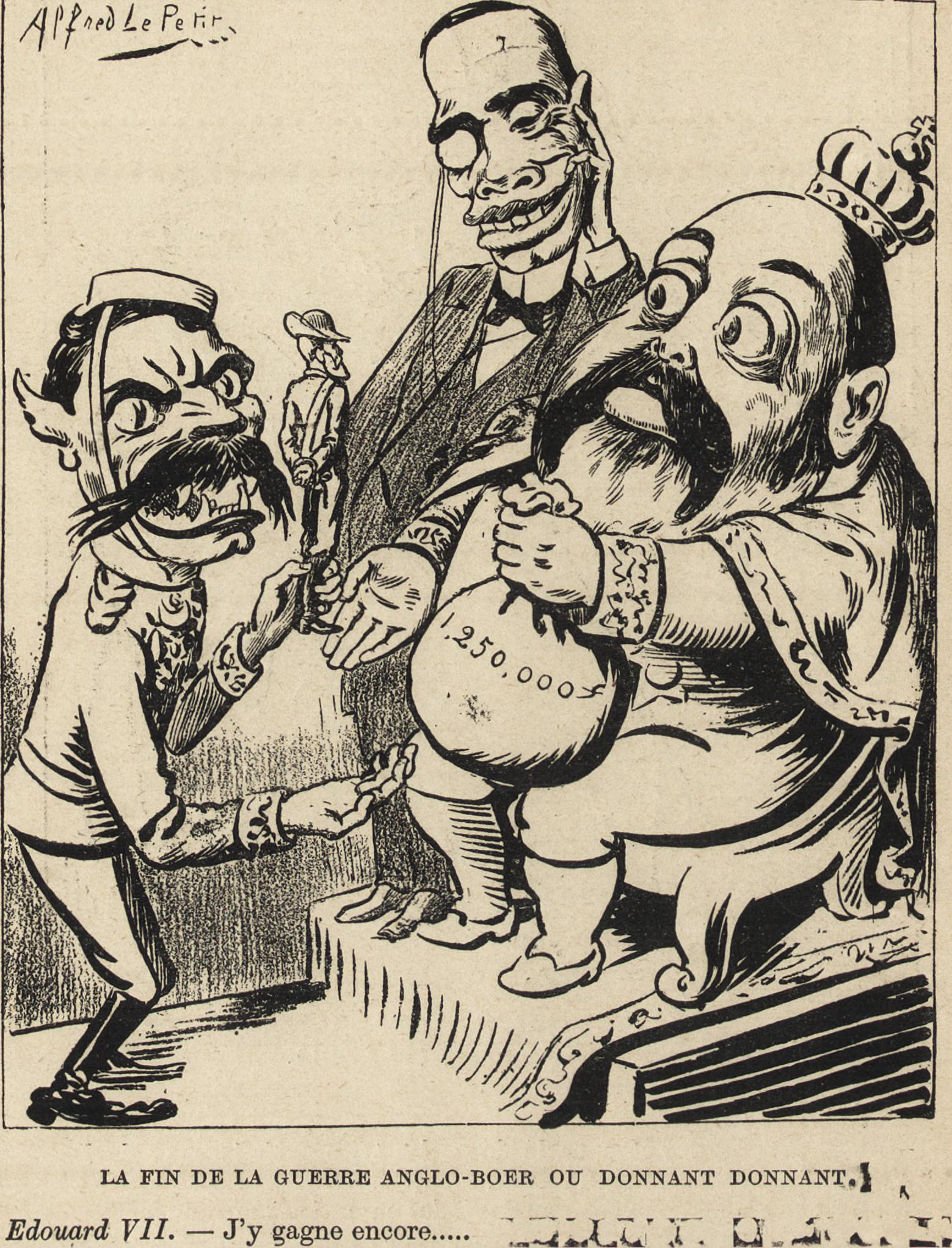
エドワード7世 (イギリス王)(1906)
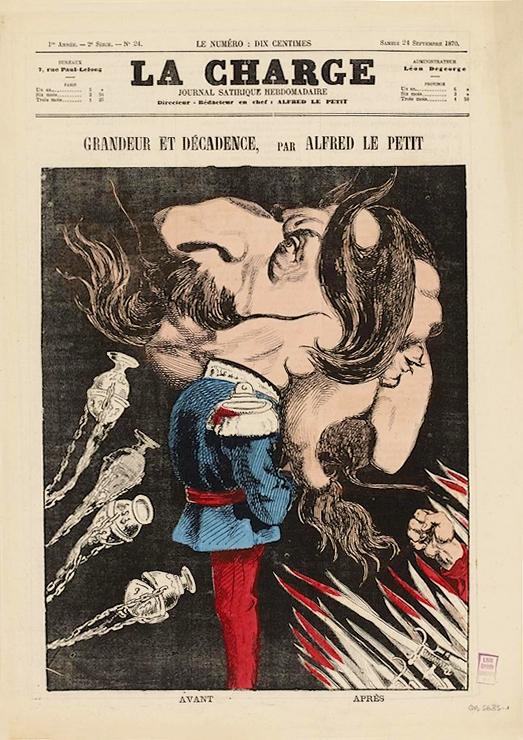
ナポレオン3世-「ラ・シャルジュ」表紙絵
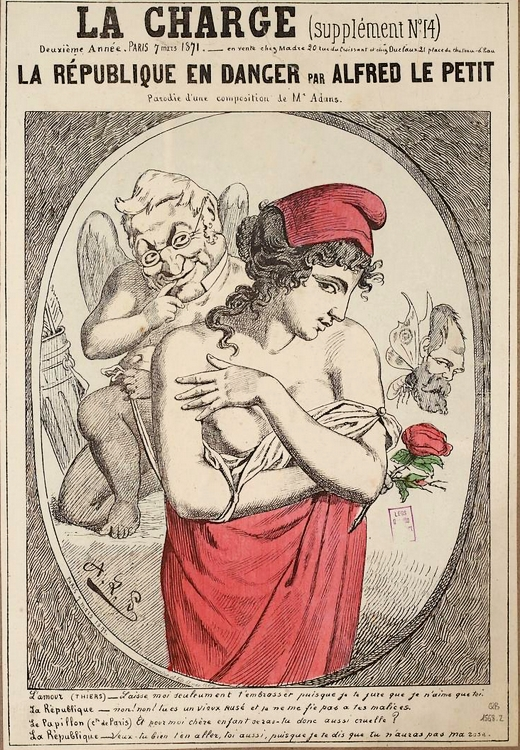
「ラ・シャルジュ」表紙絵
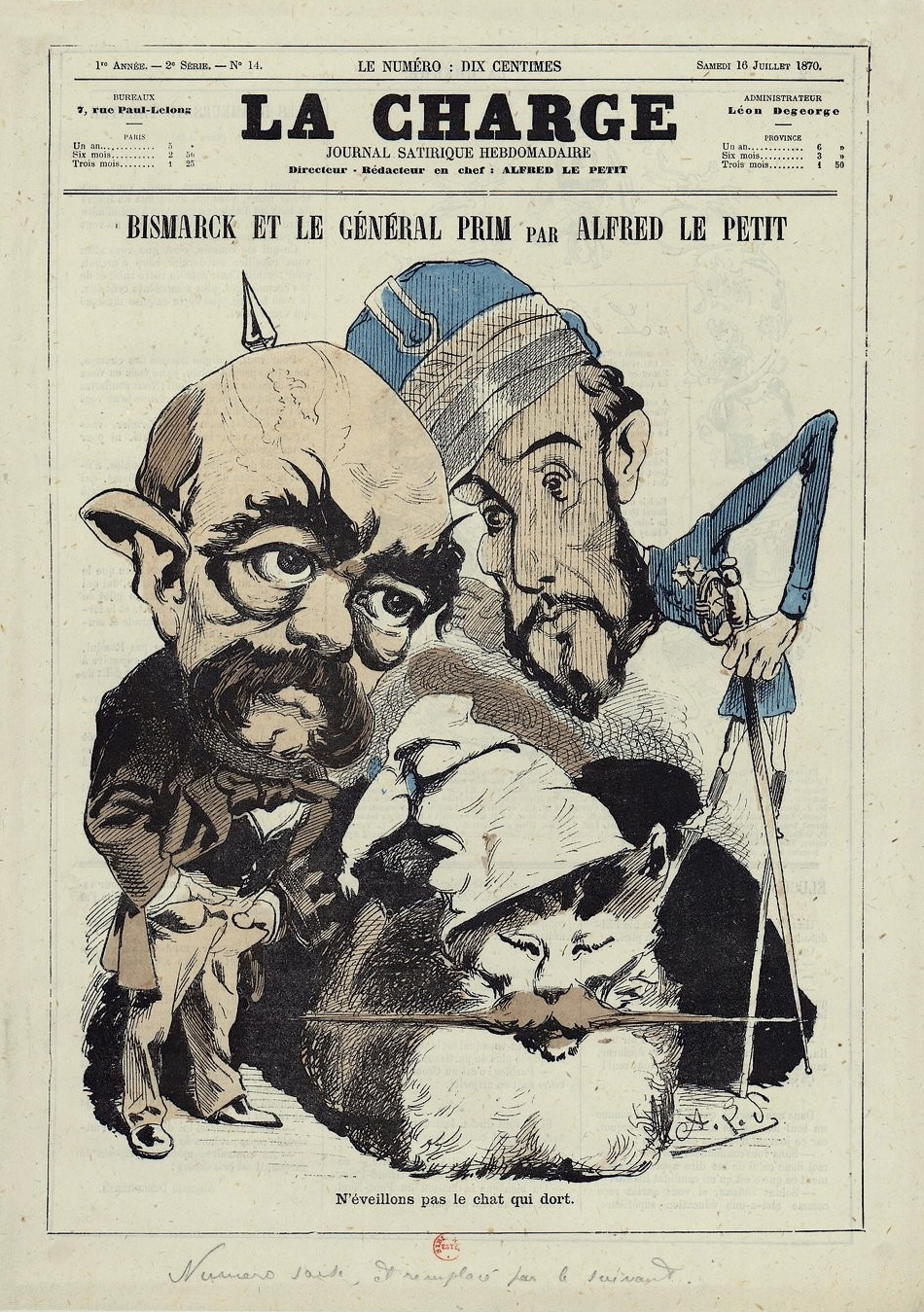
ビスマルクと将軍 (1870)
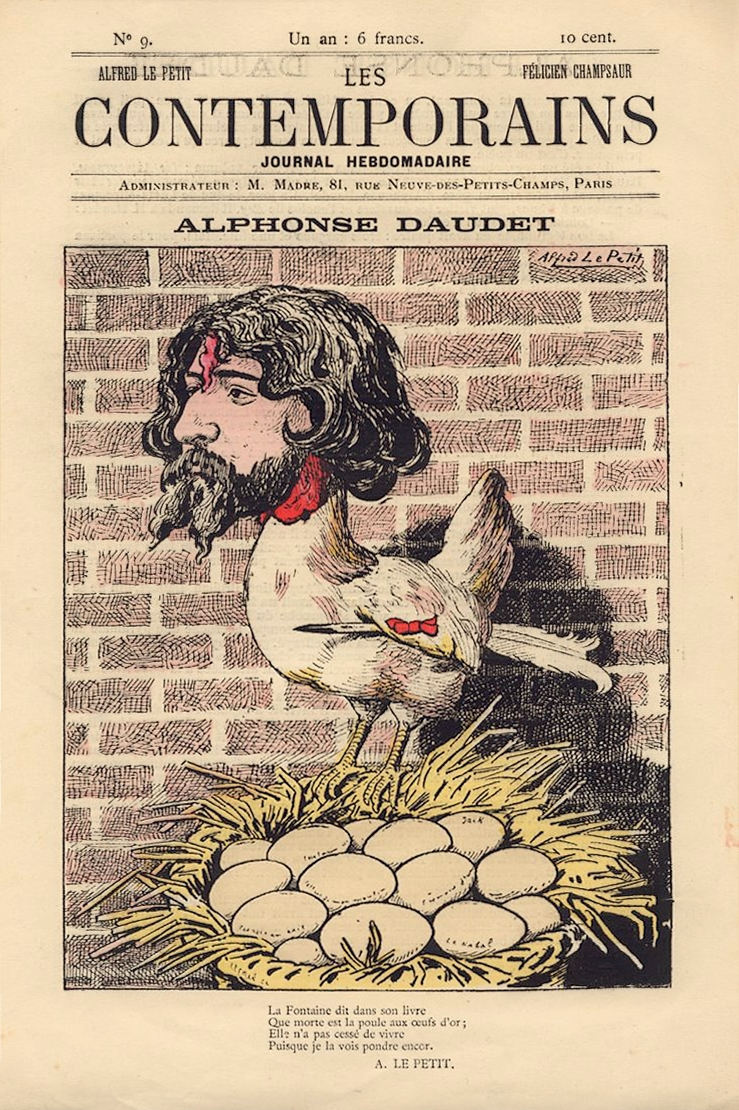
アルフォンス・ドーデ
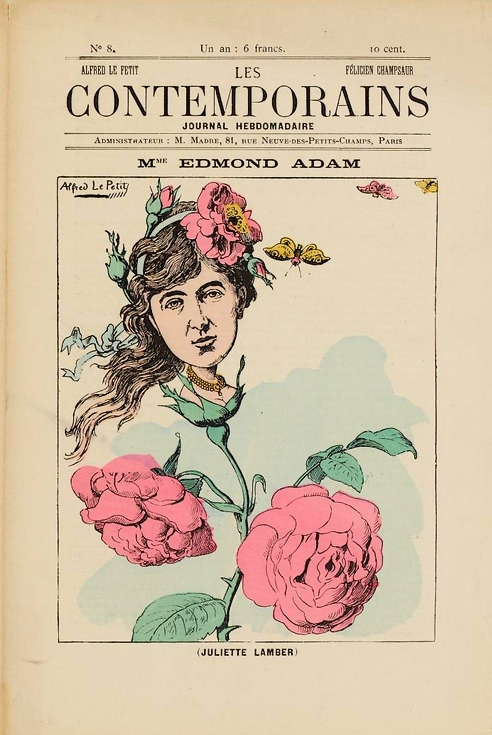
ジュリエット・アダム
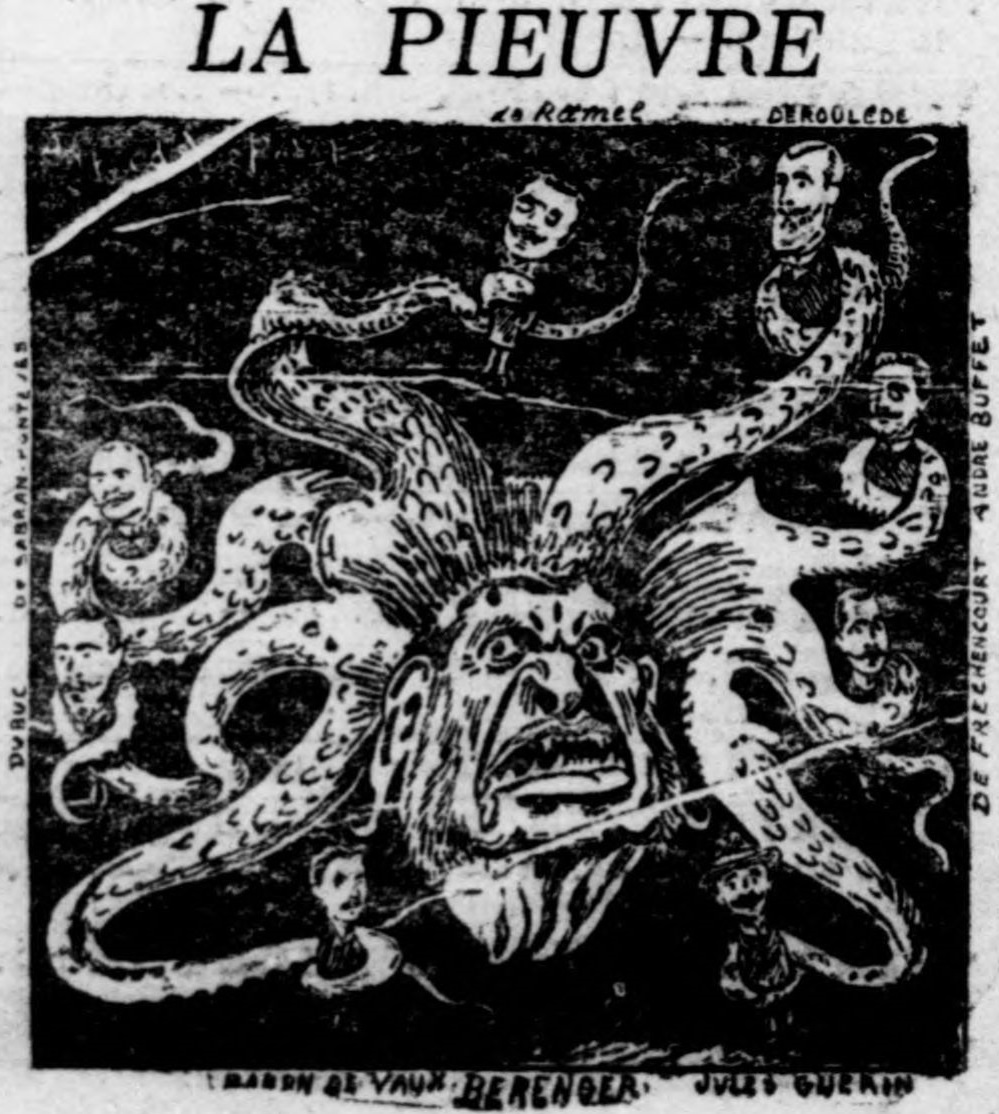